# 17 tháng 5
Ngày 17 tháng 5 là ngày thứ 137 (138 trong năm nhuận) trong lịch Gregory. Còn 228 ngày trong năm.

## Sự kiện
- 528 – Thảm sát Hà Âm: Sau khi chiếm Lạc Dương, Nhĩ Chu Vinh hạ lệnh sát hại Hồ thái hậu, hoàng đế Nguyên Chiêu và hàng nghìn quan lại của Bắc Ngụy.
- 1742 – Chiến tranh Silesia lần thứ nhất: Nhà vua nước Phổ Friedrich II Đại Đế đánh tan tác quân Áo trong trận đánh tại Chotusitz.
- 1792 – Sàn giao dịch chứng khoán New York chính thức thành lập.
- 1869 – Chiến tranh Boshin: Quân triều đình đánh bại dư đảng của Mạc phủ Tokugawa trong trận Hakodate tại Hokkaido.
- 1900 – Chiến tranh Boer lần thứ nhì: Quân Anh Quốc giải vây tại Mafeking.
- 1940 – Đệ Nhị Thế Chiến: Đức chiếm đóng Bruxelles, Bỉ.
- 1997 – Thủ lĩnh Laurent-Desire Kabila xưng là tổng thống, đình chỉ Hiến pháp, đổi quốc hiệu từ Zaire sang Cộng hòa Dân chủ Congo, tiến vào thủ đô Kinshasa.
- 2004 – Công ước Stockholm về các chất ô nhiễm hữu cơ khó phân hủy có hiệu lực sau khi được 151 bên phê chuẩn.
- 2006 – Tàu sân bay USS Oriskany của Hoa Kỳ bị đánh chìm tại vịnh Mexico để làm một ám tiêu nhân tạo.
- 2014 – Một máy bay An-74 của Quân đội Lào gặp nạn tại tỉnh Xiengkhuang, khiến 17 người thiệt mạng, trong đó có Bộ trưởng Quốc phòng và Bộ trưởng An ninh Lào.

## Sinh
- 1319 – Trần Hiến Tông, hoàng đế thứ sáu của nhà Trần (m. 1341).
- 1873 – Henri Barbusse, nhà vǎn Pháp (m. 1935).
- 1904 – Lê Văn Tỵ, Thống tướng Quân đội Việt Nam Cộng hòa (m. 1964).
- 1976 - Vương Lực Hoành, nam ca sĩ, nhạc sĩ Đài Loan.

## Mất
- 1916 – Thái Phiên, một trong những người đầu tiên theo Tây học tham gia phong trào chống thực dân Pháp ở miền Trung (s. 1882).
- 1938 – Tào Côn, nhân vật quân sự và chính trị người Trung Quốc, tổng thống của Trung Quốc (s. 1862).
- 2007 – Phạm Khắc, nhà quay phim, nhà nhiếp ảnh Việt Nam (s. 1939).
- 2010 – Hữu Lộc, nghệ sĩ hài người Việt Nam (s. 1973).
- 2022 - Vangelis, là một nhà soạn nhạc điện tử, progressive, ambient, jazz và nhạc giao hưởng người Hy Lạp, qua đời vì COVID-19 (s. 1943)[1]

## Ngày lễ và kỷ niệm
- Ngày Hiến pháp (Nauru và Na Uy)
- Ngày Giải phóng (CHDC Congo)
- Ngày Thông tin Xã hội Quốc tế (World Information Society Day)
- Ngày quốc tế chống kỳ thị, phân biệt đối xử với người đồng tính, song tính và chuyển giới (Tiếng Anh: International Day Against Homophobia and Transphobia, viết tắt: IDAHO)